# Brenthia gamicopis
Brenthia gamicopis là một loài bướm đêm thuộc họ Choreutidae. Loài này có ở Uganda.